# Efecto de ojos rojos

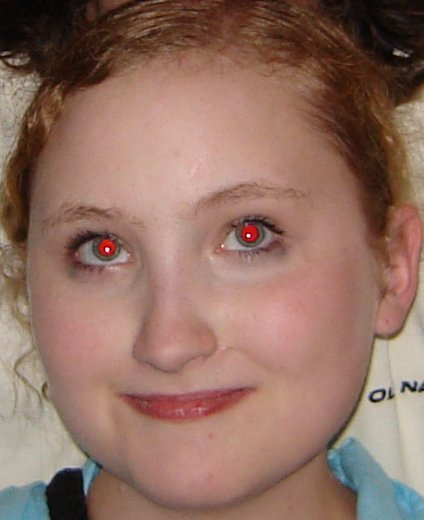
Fotografía en la que se puede observar el efecto de ojos rojos.

El efecto de ojos rojos consiste en la aparición de pupilas rojas en fotos realizadas con flash en ambientes de poca luz.
Se produce cuando una persona mira directamente a la cámara desde donde se le está tomando la foto. Si el flash está en el mismo eje que el eje visual de la cámara, la luz que se refleja en los vasos sanguíneos de la retina de la persona le dará una extraña mirada roja O amarilla.
Las personas con ojos claros por lo general presentan el peor efecto de ojos rojos, en cambio los individuos con ojos de color oscuro pueden tener suficiente pigmento en el fondo del ojo como para ocultar este reflejo rojo.

## Definición
La causa de este molesto defecto es una realidad básica de la biología humana. Las pupilas se contraen y expanden en respuesta a la luz. Así, una luz intensa hace que las pupilas se contraigan, y con una luz suave, las pupilas se agranden.
Cuando se dispara el flash, la luz pasa a través de la pupila dilatada, y se refleja en los vasos sanguíneos situados detrás de la retina dentro del ojo. Ésta es reflejada de nuevo en dirección a la cámara en forma de un punto rojo. Lamentablemente, este efecto se produce siempre en mayor o menor medida.
Para ver unos ojos rojos no es necesario siquiera que el fotografiado esté mirando directamente a la cámara. Los ojos rojos suelen verse, justo desde donde está el flash. Es decir, que si nos iluminan desde nuestra derecha con un flash, alguien que esté delante de nosotros probablemente no verá el resplandor rojizo de nuestra retina en su fotografía, mientras que hacia nuestra derecha las fotografías que se hagan probablemente saldremos con los ojos rojos.
Aunque existen numerosas técnicas para reducir en lo posible este defecto, lo más recomendable es recurrir a la edición digital, lo que nos permitirá eliminar por completo los ojos rojos.

## Efecto de ojos rojos en animales

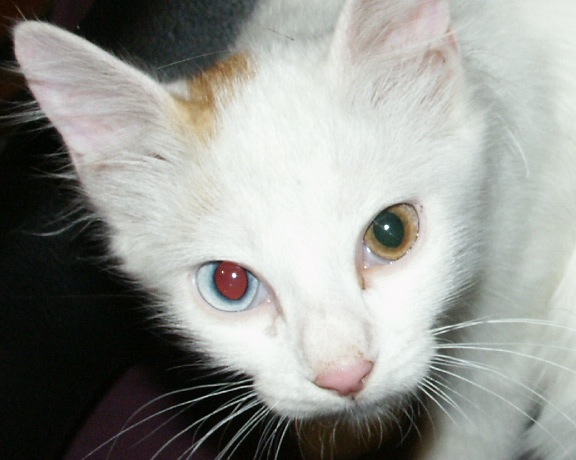
Efecto solo en uno de los ojos de un gato con heterocromía.

En fotos con flash, a la mayoría de las mascotas los ojos no les quedan rojos sino azules, verdes o amarillos.
Los perros, gatos y casi todos los animales domésticos tienen una capa especial reflectante en la parte posterior del ojo denominado tapete coroidal (tapetum lucidum en latín), que mejora la visión nocturna. La luz que viene desde el exterior del ojo pasa a través de la retina del animal, se refleja en la capa reflectante tapetal detrás de la retina, y vuelve a pasar a través de la retina. Esta doble estimulación de la retina ayuda a estas especies a ver mejor de lo que lo hacen los seres humanos en situaciones de muy poca luz.
El color de la capa tapetal varía en cierta medida con el color de pelo del animal. Un perro labrador negro, por ejemplo, por lo general tiene un reflejo tapetal verde. Un cocker spaniel mostrará un reflejo tapetal amarillo.
Los cachorros y los gatitos más pequeños tienen un reflejo tapetal azul hasta que las estructuras en la parte posterior del ojo maduran completamente hacia los seis a ocho meses de edad. Los perros y gatos con colores diluidos ―como perros huskys siberianos rojos o gatos siameses de punto azul― pueden no tener pigmento tapetal, y por lo tanto, pueden exhibir un reflejo rojo como el de los seres humanos.

## Formas de evitarlo
Existen algunas cámaras digitales que evitan tal problema. Para ello, al momento de accionar el obturador, la cámara efectúa un breve disparo del flash que causa una contracción de la pupila; casi instantáneamente, arroja un segundo disparo del flash, este sí orientado a crear la luz necesaria para sacar la foto. De modo que, al producirse la contracción pupilar, es menor la luz que, a instancias del segundo flash, agrede a la pupila, reduciéndose así el reflejo de luz que origina el efecto de ojos rojos.
Un truco casero sería mirar fijamente un rato a un foco de luz, e inmediatamente hacerse la foto, esto haría que la pupila se cerrara y reduciría, incluso evitaría el efecto de ojos rojos.
Si no se dispone del dispositivo digital que evita, al momento de tomar la fotografía, la eliminación del efecto mencionado, existen programas de edición capaces de cumplimentar esta tarea (de diversas prestaciones y precios) tales como:
- Photoshop (de Adobe);
- Picasa (programa gratuito de Google);
- Gimp (herramienta gratuita de código abierto).

En general, cada cámara digital viene provista con un programa nativo (diseñado para cada línea o modelo) que, entre otras funciones, asiste al usuario para corregir este problema.